# گراسندرف
گراسندرف (به فرانسوی: Grassendorf) یک کمون در فرانسه با جمعیت ۱۸۸ نفر است که در Canton of Hochfelden واقع شده‌است.